# ميرزاشول
ميرزاشول (بالروسية: Голодная степь)‏ تعني: سهوب الجياع) هو سهل طفالي وتبلغ مساحته حوالي 10000 كيلومتر مربع على الضفة اليسرى لنهر سيحون في أوزبكستان، ويمتد من مصب وادي فرغانة على الحدود مع طاجيكستان إلى الشرق عبر ولاية سرداريا والجزء الشمالي من ولاية جيزك إلى الغرب. يحدها من الجنوب سلسلة جبال تركستان .

## جغرافيا

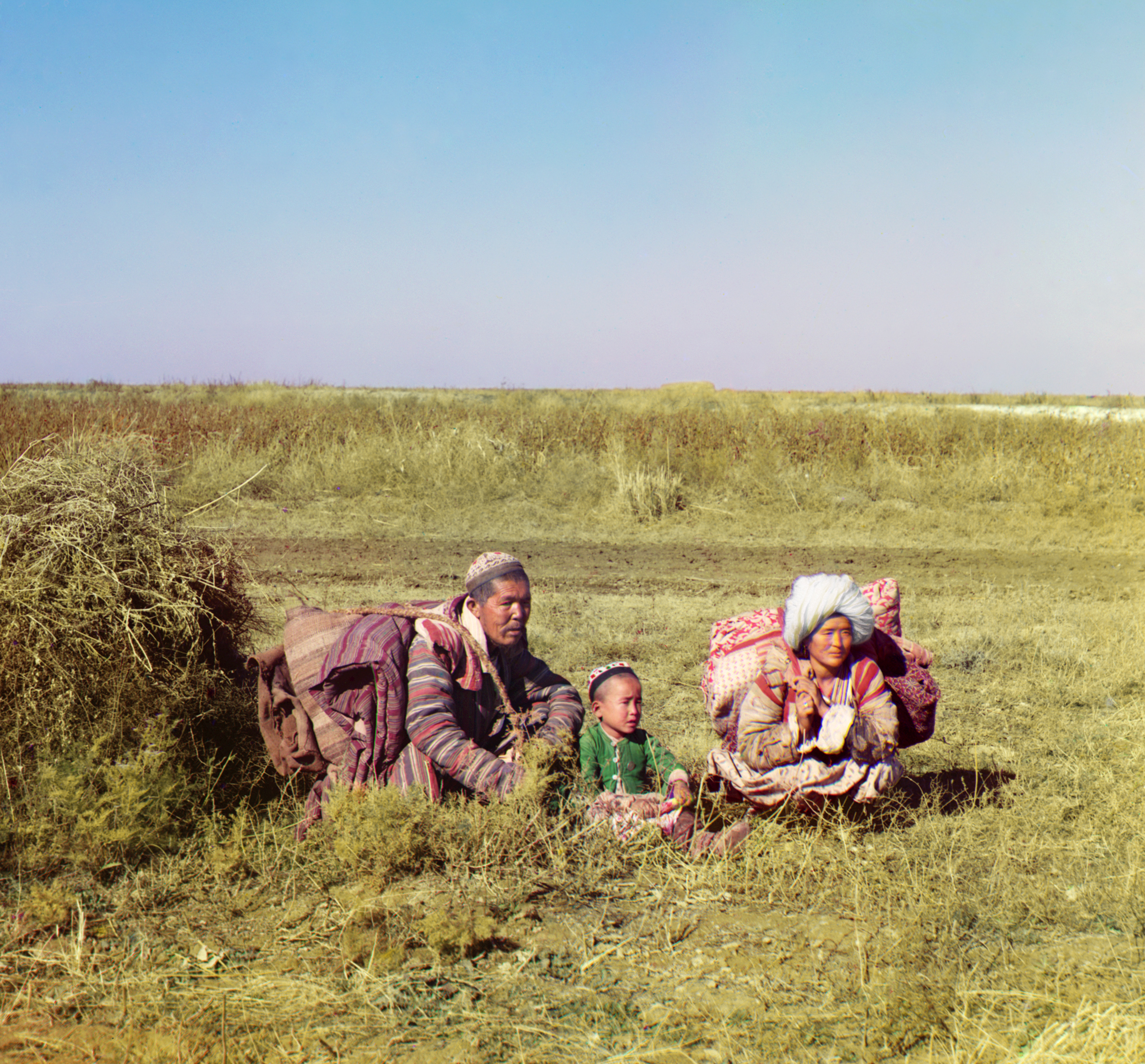
عائلة بدوية قيرغيزية على سهل ميرزاشول في أوزبكستان (تصوير SM Prokudin-Gorskii)

جغرافيًا سهوب ميرزاشول هو امتداد جنوبي شرقي لصحراء قيزيل قوم، مع تساقط حوالي 240 ملم من الأمطار سنويًا ومناخ قاري شديد (متوسط درجات الحرارة من 28 درجة مئوية في يوليو إلى -2 درجة مئوية في يناير).

## الري
أدت الجهود التي بدأت في وقت مبكر من نهاية القرن التاسع عشر إلى تحويل سهول ميرزاشول تدريجياً من صحراء إلى منطقة زراعية مروية بشكل مكثف، وهي اليوم واحدة من أهم مناطق إنتاج القطن والحبوب في أوزبكستان مع حوالي 500000 هكتار من الأراضي المروية المزروعة. شيدت ثلاث قنوات رئيسية في الخمسينات و الستينات من القرن العشرين في جلب المياه إلى كولخوزي وسوفخوزي سهوب ميرزاشول. هذه هي القنوات شمال-جنوب الوسطى والشمالية وقناة سهوب ميرزاشول شرق-غرب الجنوبية.

## المدن الرئيسة
كولستان ويانجير ‏، سواء في ولاية سرداريا، هي المراكز السكانية الرئيسية في سهوب ميرزاشول.